# Scabiosa correvoniana
Scabiosa correvoniana är en tvåhjärtbladig växtart som beskrevs av Somm. och Levier. Scabiosa correvoniana ingår i släktet fältväddar, och familjen Dipsacaceae. Inga underarter finns listade i Catalogue of Life.